# Ghaus Mohammed Khan
Padma Shri Ghaus-Mohammed Khan (ou Ghaus-Mohammad Khan), né le 2 novembre 1915 à Malihabad et mort le 23 avril 1982 en Inde, est un joueur de tennis indien.

## Carrière
En quatre participations aux tournois du Grand Chelem, il a notamment atteint les quarts de finale à Wimbledon en 1939, devenant le premier joueur indien à atteindre ce stade dans le tournoi. Sur son parcours, il élimine la tête de série n°8 Ignacy Tłoczyński au 3e tour, puis le hongrois Otto Szigeti en huitième (6-4, 14-16, 2-6, 6-3, 6-4), avant de s'incliner contre Bobby Riggs (6-2, 6-2, 6-2).
Il a remporté de nombreux tournois en Inde, notamment à Lahore, Bombay et Calcutta dans les années 1940. Il est aussi finaliste au Queen's en 1939 contre Gottfried von Cramm et a participé à trois rencontres de Coupe Davis avec l'Inde en 1938, 1939 et 1947.

## Parcours dans les tournois duGrand Chelem

### En simple
| Année | Open d'Australie | Open d'Australie | Internationaux de France | Internationaux de France | Wimbledon      | Wimbledon | US Open | US Open |
| ----- | ---------------- | ---------------- | ------------------------ | ------------------------ | -------------- | --------- | ------- | ------- |
| 1938  | —                | —                | 3e tour (1/16)           | D. Budge                 | 3e tour (1/16) | F. Cejnar | —       | —       |
| 1939  | —                | —                | —                        | —                        | 1/4 de finale  | B. Riggs  | —       | —       |
| 1947  | —                | —                | —                        | —                        | 2e tour (1/32) | J. Asbóth | —       | —       |

N.B. : à droite du résultat se trouve le nom de l'ultime adversaire.